# Quinta do Peru
A Quinta do Peru Golf & Country Club localiza-se na Quinta do Conde, no distrito de Setúbal.